# Filipe Teixeira
Filipe Teixeira, né le 2 octobre 1980 à Boulogne-Billancourt, est un footballeur franco-portugais évoluant au poste de milieu de terrain.

## Biographie

### Débuts au Portugal
Né à Boulogne-Billancourt en 1980, Filipe Teixeira part vivre au Portugal avec sa famille alors qu’il n’a que dix ans.
Il commence le football au FC Felgueiras, club de troisième division portugaise, avec lequel il fait ses débuts en seniors en 1998. Teixeira cumule les sélections en équipes nationales de jeunes et, en 1999, dispute et remporte l’Euro U19,.

### Istres puis le Paris SG (2001-2005)
Teixeira marque pour sa première titularisation, lors d’une rencontre à Châteauroux, et s’impose de suite dans sa formation — seules son arrivée tardive dans son club et une blessure à l’automne lui feront manquer des rencontres. Milieu polyvalent, il s’adapte à la seconde division française et, en fin de saison, Luis Fernandez le fait signer au Paris Saint-Germain, pour près d’un million d’euros.

### Retour au Portugal (2005-2007)
Le club portugais navigue en fond de classement mais Teixeira est apprécié des dirigeants et supporters, marquant et faisant marquer ses partenaires. De nombreux clubs étrangers prennent alors des renseignements, dont le Panathinaïkos et Benfica. Malgré une pétition des supporters de Coimbra pour qu’il reste, le club, alors en proie à des difficultés financières, le cède à West Bromwich Albion (D2 anglaise) pour 750 000 € à l’été 2007,.

### L'Angleterre (2007-2010)
Le montant du transfert est estimé à £ 600 000 (800 000 €). Il s’impose dans sa nouvelle formation. Il joue son premier match le 11 août 2007 contre Burnley (défaite 1-2) et inscrit son premier but le 1er septembre, à la 78e minute du match WBA-Barnsley (victoire  2-0). Il est d'ailleurs élu deuxième meilleur joueur du championnat en septembre 2007 derrière Darius Henderson. Mais Teixeira se fait une rupture des ligaments croisés du genou en mars 2008, ce qui le prive de football pendant huit mois,.
À son retour de blessure, l'équipe est montée en Premier League et ses apparitions s’avèrent épisodiques. Le joueur portugais ne dispute que dix matchs de championnat. Malgré la relégation, il reste au club avec l'intention de regagner sa place de titulaire. Malheureusement, le nouvel entraîneur, l'italien Roberto Di Matteo, lui fait peu confiance et lui préfère les internationaux Chris Brunt ou Robert Koren. Il est finalement prêté au Barnsley Football Club (D2 anglaise) en février 2010 pour retrouver du temps de jeu.

### Fin en Europe de l'Est (2010-2013)
À l’été 2011, il est transféré en Ukraine, au Metalurg Donetsk, où il peine également à s’imposer. Il rejoint alors la Roumanie, d’abord prêté à Brasov en février 2011, puis transféré au Rapid Bucarest.

## Statistiques
Ce tableau présente les statistiques de Filipe Teixeira,.
| Saison                | Club                  | Championnat           | Championnat | Championnat | Coupe nationale | Coupe nationale | Coupe de la Ligue | Coupe de la Ligue | Supercoupe | Supercoupe | Compétition(s) continentale(s) | Compétition(s) continentale(s) | Compétition(s) continentale(s) | Total | Total |
| Saison                | Club                  | Division              | M.          | B.          | M.              | B.              | M.                | B.                | M.         | B.         | Comp.                          | M.                             | B.                             | M.    | B.    |
| 1998-1999             | FC Felgueiras         | D2                    | 29          | 2           | -               | -               | -                 | -                 | -          | -          | -                              | -                              | -                              | 29    | 2     |
| 1999-2000             | FC Felgueiras         | D2                    | 27          | 5           | -               | -               | -                 | -                 | -          | -          | -                              | -                              | -                              | 27    | 5     |
| 2000-2001             | FC Felgueiras         | D2                    | 29          | 9           | -               | -               | -                 | -                 | -          | -          | -                              | -                              | -                              | 29    | 9     |
| Sous-total            | Sous-total            | Sous-total            | 85          | 16          | 0               | 0               | 0                 | 0                 | 0          | 0          | -                              | 0                              | 0                              | 85    | 16    |
| 2001-2002             | FC Istres             | D2                    | 16          | 2           | -               | -               | -                 | -                 | -          | -          | -                              | -                              | -                              | 16    | 2     |
| 2002-2003             | Paris Saint-Germain   | Ligue 1               | 8           | 0           | 1               | 0               | -                 | -                 | -          | -          | C3                             | 3                              | 0                              | 12    | 0     |
| 2003-2004             | União Leiria (prêt)   | D1                    | 21          | 0           | -               | -               | -                 | -                 | -          | -          | -                              | -                              | -                              | 21    | 0     |
| 2004-2005             | Paris Saint-Germain   | Ligue 1               | 10          | 0           | 2               | 1               | 1                 | 0                 | -          | -          | -                              | -                              | -                              | 13    | 1     |
| Sous-total            | Sous-total            | Sous-total            | 18          | 0           | 3               | 1               | 1                 | 0                 | 0          | 0          | -                              | 3                              | 0                              | 25    | 1     |
| 2005-2006             | Académica de Coimbra  | D1                    | 30          | 3           | 1               | 0               | -                 | -                 | -          | -          | -                              | -                              | -                              | 31    | 3     |
| 2006-2007             | Académica de Coimbra  | D1                    | 29          | 1           | 3               | 0               | -                 | -                 | -          | -          | -                              | -                              | -                              | 32    | 1     |
| Sous-total            | Sous-total            | Sous-total            | 59          | 4           | 4               | 0               | 0                 | 0                 | 0          | 0          | -                              | 0                              | 0                              | 63    | 4     |
| 2007-2008             | West Bromwich Albion  | Championship          | 30          | 5           | 5               | 0               | 2                 | 0                 | -          | -          | -                              | -                              | -                              | 37    | 5     |
| 2008-2009             | West Bromwich Albion  | PL                    | 10          | 0           | 1               | 0               | 2                 | 0                 | -          | -          | -                              | -                              | -                              | 13    | 0     |
| 2009-2010             | West Bromwich Albion  | Championship          | 10          | 0           | 2               | 0               | 1                 | 0                 | -          | -          | -                              | -                              | -                              | 13    | 0     |
| Sous-total            | Sous-total            | Sous-total            | 40          | 5           | 8               | 0               | 5                 | 0                 | 0          | 0          | -                              | 0                              | 0                              | 53    | 5     |
| 2010                  | Barnsley FC (prêt)    | Championship          | 14          | 0           | -               | -               | -                 | -                 | -          | -          | -                              | -                              | -                              | 14    | 0     |
| 2010-2011             | Metalurg Donetsk      | D1                    | 7           | 0           | -               | -               | -                 | -                 | -          | -          | -                              | -                              | -                              | 7     | 0     |
| 2011                  | FC Brașov (prêt)      | D1                    | 12          | 1           | 1               | 0               | -                 | -                 | -          | -          | -                              | -                              | -                              | 13    | 1     |
| 2011-2012             | FC Rapid Bucarest     | D1                    | 25          | 4           | 5               | 0               | -                 | -                 | -          | -          | C3                             | 5                              | 1                              | 35    | 5     |
| 2012-2013             | FC Rapid Bucarest     | D1                    | 15          | 2           | 2               | 0               | -                 | -                 | -          | -          | C3                             | 4                              | 1                              | 21    | 3     |
| Sous-total            | Sous-total            | Sous-total            | 40          | 6           | 7               | 0               | 0                 | 0                 | 0          | 0          | -                              | 9                              | 2                              | 56    | 8     |
| 2013                  | Al Sha'ab Sharjah     | D1                    | 12          | 0           | 1               | 0               | -                 | -                 | -          | -          | -                              | -                              | -                              | 13    | 0     |
| 2013-2014             | FC Petrolul Ploiești  | D1                    | 29          | 7           | 5               | 0               | -                 | -                 | 1          | 0          | C3                             | 5                              | 0                              | 40    | 7     |
| 2014-2015             | FC Petrolul Ploiești  | D1                    | 13          | 4           | 1               | 0               | -                 | -                 | -          | -          | C3                             | 6                              | 2                              | 20    | 6     |
| Sous-total            | Sous-total            | Sous-total            | 42          | 11          | 6               | 0               | 0                 | 0                 | 1          | 0          | -                              | 11                             | 0                              | 60    | 11    |
| Total sur la carrière | Total sur la carrière | Total sur la carrière | 376         | 45          | 30              | 1               | 6                 | 0                 | 1          | 0          | -                              | 23                             | 4                              | 436   | 50    |

## Palmarès
Portugal U19
- Championnat d'Europe U19 (1) : Vainqueur en 1999

 West Bromwich
- Championship (1) : Champion en 2008

 AFC Astra Giurgiu
- Champion de Roumanie en 2016